# Risco
Risco – gmina w Hiszpanii, w prowincji Badajoz, w Estremadurze, o powierzchni 39,48 km². W 2011 roku gmina liczyła 154 mieszkańców.